# 希巴德 (印地安納州)
希巴德（英語：Hibbard）是位於美國印地安納州馬歇爾縣的一個非建制地區。該地的面積和人口皆未知。